# 米納帕塔山
9°57′06″S 77°13′35″W / 9.95167°S 77.22639°W
米納帕塔山（Minapata），是秘魯的山峰，位於該國北部安卡什大區，由阿基亞區和卡塔克區負責管轄，屬於布蘭卡山脈的一部分，海拔高度5,400米。